# اوجیکا، ناگاساکی
اوجیکا، ناگاساکی (به لاتین: Ojika, Nagasaki) یک منطقهٔ مسکونی در ژاپن است که در استان ناگاساکی واقع شده‌است. اوجیکا  ۲٬۹۲۴ نفر جمعیت دارد.